# Olympische Sommerspiele 2004/Rudern
Bei den Olympischen Sommerspielen 2004 in der griechischen Hauptstadt Athen fanden die Ruderwettkämpfe vom 14. bis zum 22. August im Schinias Olympic Rowing and Canoeing Centre statt.
193 Frauen und 364 Männer gingen sowohl in Rennen im Leichtgewicht (Männer bis 72,5 kg und Frauen weniger als 57 kg) als auch in der offenen Klasse (ohne Gewichtsbeschränkung) an den Start; sowohl Skull (Einer, Doppelzweier, Doppelvierer) als auch Riemen (Zweier, Vierer, Achter) wurden gerudert.

## Bilanz

### Medaillenspiegel
| Platz | Land               | Gold | Silber | Bronze | Gesamt |
| ----- | ------------------ | ---- | ------ | ------ | ------ |
| 1     | Rumänien           | 3    | –      | –      | 3      |
| 2     | Deutschland        | 2    | 2      | –      | 4      |
| 3     | Großbritannien     | 1    | 2      | 1      | 4      |
| 4     | Australien         | 1    | 1      | 2      | 4      |
| 5     | Frankreich         | 1    | 1      | –      | 2      |
| 5     | Vereinigte Staaten | 1    | 1      | –      | 2      |
| 7     | Dänemark           | 1    | –      | –      | 1      |
| 7     | Neuseeland         | 1    | –      | –      | 1      |
| 7     | Norwegen           | 1    | –      | –      | 1      |
| 7     | Polen              | 1    | –      | –      | 1      |
| 7     | Russland           | 1    | –      | –      | 1      |
| 12    | Niederlande        | –    | 1      | 2      | 3      |
| 13    | Belarus            | –    | 1      | 1      | 2      |
| 14    | Estland            | –    | 1      | –      | 1      |
| 14    | Kanada             | –    | 1      | –      | 1      |
| 14    | Kroatien           | –    | 1      | –      | 1      |
| 14    | Slowenien          | –    | 1      | –      | 1      |
| 14    | Tschechien         | –    | 1      | –      | 1      |
| 19    | Italien            | –    | –      | 3      | 3      |
| 20    | Bulgarien          | –    | –      | 2      | 2      |
| 21    | Griechenland       | –    | –      | 1      | 1      |
| 21    | Südafrika          | –    | –      | 1      | 1      |
| 21    | Ukraine            | –    | –      | 1      | 1      |

### Medaillengewinner
| Konkurrenz                            | Gold | Silber | Bronze |
| ------------------------------------- | --- | --- | --- |
| Einer                                 | Olaf Tufte | Jüri Jaanson | Iwo Janakiew |
| Doppelzweier                          | Frankreich Sébastien Vieilledent Adrien Hardy                                                                                                  | Slowenien Luka Špik Iztok Čop | Italien Rossano Galtarossa Alessio Sartori |
| Leichtgewichts-Doppelzweier           | Polen Tomasz Kucharski Robert Sycz | Frankreich Frédéric Dufour Pascal Touron | Griechenland Vasileios Polymeros Nikolaos Skiathitis                                                                                            |
| Zweier ohne Steuermann                | Australien Drew Ginn James Tomkins | Kroatien Siniša Skelin Nikša Skelin | Südafrika Donovan Cech Ramon di Clemente |
| Doppelvierer                          | Russland Sergei Fedorowzew Igor Krawzow Alexei Swirin Nikolai Spinjow                                                                          | Tschechien David Kopřiva Tomáš Karas Jakub Hanák David Jirka | Ukraine Serhij Hryn Serhij Bilouschtschenko Oleh Lykow Leonid Schaposchnykow                                                                    |
| Vierer ohne Steuermann                | Großbritannien Steve Williams James Cracknell Ed Coode Matthew Pinsent                                                                         | Kanada Cameron Baerg Thomas Herschmiller Jake Wetzel Barney Williams                                                                                                | Italien Lorenzo Porzio Dario Dentale Luca Agamennoni Raffaello Leonardo                                                                         |
| Leichtgewichts-Vierer ohne Steuermann | Dänemark Thor Kristensen Thomas Ebert Stephan Mølvig Eskild Ebbesen                                                                            | Australien Glen Loftus Anthony Edwards Benjamin Cureton Simon Burgess                                                                                               | Italien Lorenzo Bertini Catello Amarante Salvatore Amitrano Bruno Mascarenhas                                                                   |
| Achter                                | Vereinigte Staaten Jason Read Wyatt Allen Christian Ahrens Joseph Hansen Matt Deakin Daniel Beery Beau Hoopman Bryan Volpenhein Pete Cipollone | Niederlande Diederik Simon Gijs Vermeulen Jan-Willem Gabriëls Daniël Mensch Geert-Jan Derksen Gerritjan Eggenkamp Matthijs Vellenga Michiel Bartman Chun Wei Cheung | Australien Stefan Szczurowski Stuart Reside Stuart Welch James Stewart Geoffrey Stewart Boden Hanson Michael McKay Stephen Stewart Michael Toon |

| Konkurrenz                  | Gold | Silber | Bronze |
| --------------------------- | --- | --- | --- |
| Einer                       | Katrin Rutschow-Stomporowski | Kazjaryna Karsten | Rumjana Nejkowa |
| Doppelzweier                | Neuseeland Georgina Evers-Swindell Caroline Evers-Swindell                                                                                  | Deutschland Peggy Waleska Britta Oppelt | Großbritannien Sarah Winckless Elise Laverick |
| Leichtgewichts-Doppelzweier | Rumänien Constanța Burcică Angela Alupei | Deutschland Daniela Reimer Claudia Blasberg | Niederlande Kirsten van der Kolk Marit van Eupen |
| Zweier ohne Steuerfrau      | Rumänien Georgeta Damian Viorica Susanu | Großbritannien Katherine Grainger Catherine Bishop                                                                                                  | Belarus Julija Bitschyk Natallja Helach |
| Doppelvierer                | Deutschland Kathrin Boron Meike Evers Manuela Lutze Kerstin Kowalski                                                                        | Großbritannien Alison Mowbray Debbie Flood Frances Houghton Rebecca Romero                                                                          | Australien Dana Faletic Rebecca Sattin Kerry Hore Amber Bradley                                                                                           |
| Achter                      | Rumänien Rodica Florea Viorica Susanu Aurica Bărăscu Ioana Papuc Liliana Gafencu Elisabeta Lipă Georgeta Damian Doina Ignat Elena Georgescu | Vereinigte Staaten Katherine Johnson Samantha Magee Megan Dirkmaat Alison Cox Anna Mickelson Laurel Korholz Caryn Davies Lianne Nelson Mary Whipple | Niederlande Froukje Wegman Marlies Smulders Nienke Hommes Hurnet Dekkers Annemarieke van Rumpt Annemiek de Haan Sarah Siegelaar Helen Tanger Ester Workel |

## Ergebnisse

### Männer

#### Einer
| Platz | Land | Athlet             | Zeit (min) |
| ----- | ---- | ------------------ | ---------- |
| 1     | NOR  | Olaf Tufte         | 6:49,30    |
| 2     | EST  | Jüri Jaanson       | 6:51,42    |
| 3     | BUL  | Iwo Janakiew       | 6:52,80    |
| 4     | ARG  | Santiago Fernández | 6:55,17    |
| 5     | CZE  | Václav Chalupa     | 6:59,13    |
| 6     | BEL  | Tim Maeyens        | 7:01,74    |
| 7     | GER  | Marcel Hacker      | 6:47,26 *  |
| 8     | SUI  | André Vonarburg    | 6:52,88 *  |

Datum: 21. August 2004, 8:50 Uhr
* B-Finale

#### Doppelzweier
| Platz | Land | Athleten                            | Zeit (min) |
| ----- | ---- | ----------------------------------- | ---------- |
| 1     | FRA  | Sébastien Vieilledent Adrien Hardy  | 6:29,00    |
| 2     | SLO  | Luka Špik Iztok Čop                 | 6:31,72    |
| 3     | ITA  | Rossano Galtarossa Alessio Sartori  | 6:32,93    |
| 4     | EST  | Leonid Gulov Tõnu Endrekson         | 6:35,30    |
| 5     | CZE  | Milan Doleček Ondřej Synek          | 6:35,81    |
| 6     | USA  | Aquil Abdullah Henry Nuzum          | 6:36,86    |
| 7     | NOR  | Nils-Torolv Simonsen Morten Adamsen | 6:37,25    |
| 8     | GBR  | Matthew Wells Matthew Langridge     | 6:14,40 *  |

Datum: 21. August 2004, 10:10 Uhr
* B-Finale
Zum ersten Mal gab es ein olympisches Ruderfinale mit sieben Booten, da Norwegen und die USA das Semifinale zeitgleich auf dem dritten Platz beendet hatten.

#### Leichtgewichts-Doppelzweier
| Platz | Land | Athleten                                | Zeit (min) |
| ----- | ---- | --------------------------------------- | ---------- |
| 1     | POL  | Tomasz Kucharski Robert Sycz            | 6:20,93    |
| 2     | FRA  | Frédéric Dufour Pascal Touron           | 6:21,46    |
| 3     | GRE  | Vasileios Polymeros Nikolaos Skiathitis | 6:23,23    |
| 4     | DEN  | Mads Rasmussen Rasmus Quist             | 6:23,92    |
| 5     | HUN  | Zsolt Hirling Tamás Varga               | 6:24,69    |
| 6     | JPN  | Kazushige Ura Daisaku Takeda            | 6:24,98    |
| 7     | USA  | Steve Tucker Gregory Ruckman            | 6:45,20 *  |
| 8     | ESP  | Rubén Álvarez Juan Zunzunegui           | 6:46,48 *  |

Datum: 22. August 2004, 8:50 Uhr
* B-Finale

#### Zweier ohne Steuermann
| Platz | Land | Athleten                          | Zeit (min) |
| ----- | ---- | --------------------------------- | ---------- |
| 1     | AUS  | Drew Ginn James Tomkins           | 6:30,76    |
| 2     | CRO  | Siniša Skelin Nikša Skelin        | 6:32,64    |
| 3     | RSA  | Donovan Cech Ramon di Clemente    | 6:33,40    |
| 4     | NZL  | Nathan Twaddle George Bridgewater | 6:34,24    |
| 5     | SCG  | Nikola Stojić Mladen Stegić       | 6:39,74    |
| 6     | GER  | Tobias Kühne Jan Herzog           | 6:46,50    |
| 7     | GBR  | Toby Garbett Rick Dunn            | 6:22,04 *  |
| 8     | ITA  | Giuseppe De Vita Dario Lari       | 6:22,08 *  |

Datum 21. August 2004, 9:30 Uhr
* B-Finale

#### Doppelvierer
| Platz | Land | Athleten                                                                          | Zeit (min) |
| ----- | ---- | --------------------------------------------------------------------------------- | ---------- |
| 1     | RUS  | Sergei Fedorowzew Igor Krawzow Alexei Swirin Nikolai Spinjow                      | 5:56,85    |
| 2     | CZE  | David Kopřiva Tomáš Karas Jakub Hanák David Jirka                                 | 5:57,43    |
| 3     | UKR  | Serhij Hryn Serhij Bilouschtschenko Oleh Lykow Leonid Schaposchnykow              | 5:58,87    |
| 4     | POL  | Adam Bronikowski Marek Kolbowicz Sławomir Kruszkowski Adam Korol                  | 5:58,94    |
| 5     | GER  | André Willms Stephan Volkert Marco Geisler Robert Sens                            | 6:07,04    |
| 6     | BLR  | Walerij Rodewitsch Stanislau Schtscharbatschenja Pawel Schurmei Andrej Pljaschkou | 6:09,33    |
| 7     | AUS  | Scott Brennan David Crawshay Duncan Free Shaun Coulton                            | 6:02,31 *  |
| 8     | SUI  | Simon Stürm Christian Stofer Olivier Gremaud Florian Stofer                       | 6:04,53 *  |

Datum: 22. August 2004, 9:50 Uhr
* B-Finale

#### Vierer ohne Steuermann
| Platz | Land | Athleten                                                          | Zeit (min) |
| ----- | ---- | ----------------------------------------------------------------- | ---------- |
| 1     | GBR  | Steve Williams James Cracknell Ed Coode Matthew Pinsent           | 6:06,98    |
| 2     | CAN  | Cameron Baerg Thomas Herschmiller Jake Wetzel Barney Williams     | 6:07,06    |
| 3     | ITA  | Lorenzo Porzio Dario Dentale Luca Agamennoni Raffaello Leonardo   | 6:10,41    |
| 4     | AUS  | Dave McGowan Robert Jahrling Tom Laurich David Dennis             | 6:13,06    |
| 5     | NZL  | Donald Leach Mahé Drysdale Carl Meyer Eric Murray                 | 6:15,47    |
| 6     | POL  | Jarosław Godek Mariusz Daniszewski Artur Rozalski Rafał Smoliński | 6:22,43    |
| 7     | GER  | Jochen Urban Sebastian Thormann Philipp Stüer Bernd Heidicker     | 5:48,52 *  |
| 8     | CZE  | Jakub Makovička Jan Schindler Petr Vitásek Karel Neffe            | 5:49,99 *  |

Datum: 21. August 2004, 10:30 Uhr
* B-Finale

#### Leichtgewichts-Vierer ohne Steuermann
| Platz | Land | Athleten                                                              | Zeit (min) |
| ----- | ---- | --------------------------------------------------------------------- | ---------- |
| 1     | DEN  | Thor Kristensen Thomas Ebert Stephan Mølvig Eskild Ebbesen            | 6:01,39    |
| 2     | AUS  | Glen Loftus Anthony Edwards Benjamin Cureton Simon Burgess            | 6:02,79    |
| 3     | ITA  | Lorenzo Bertini Catello Amarante Salvatore Amitrano Bruno Mascarenhas | 6:03,74    |
| 4     | NED  | Gerard van der Linden Ivo Snijders Karel Dormans Joeri de Groot       | 6:03,79    |
| 5     | CAN  | Iain Brambell Jonathan Mandick Gavin Hassett Jon Beare                | 6:05,10    |
| 6     | IRL  | Richard Archibald Eugene Coakley Niall O’Toole Paul Griffin           | 6:09,96    |
| 7     | SCG  | Veljko Urošević Nenad Babović Goran Nedeljković Miloš Tomić           | 6:19,00 *  |
| 8     | RUS  | Alexander Sjusin Sergei Bukrejew Waleri Sakritschow Alexander Sawin   | 6:20,64 *  |

Datum: 22. August, 9:10 Uhr
* B-Finale

#### Achter
| Platz | Land | Athleten | Zeit (min) |
| ----- | ---- | --- | ---------- |
| 1     | USA  | Jason Read, Wyatt Allen, Christian Ahrens, Joseph Hansen, Matt Deakin, Daniel Beery, Beau Hoopman, Bryan Volpenhein, Pete Cipollone (Stm.)                                      | 5:42,48    |
| 2     | NED  | Diederik Simon, Gijs Vermeulen, Jan-Willem Gabriëls, Daniël Mensch, Geert-Jan Derksen, Gerritjan Eggenkamp, Matthijs Vellenga, Michiel Bartman, Chun Wei Cheung (Stm.)          | 5:43,75    |
| 3     | AUS  | Stefan Szczurowski, Stuart Reside, Stuart Welch, James Stewart, Geoffrey Stewart, Boden Hanson, Michael McKay, Stephen Stewart, Michael Toon (Stm.)                             | 5:45,38    |
| 4     | GER  | Sebastian Schulte, Stephan Koltzk, Jörg Dießner, Thorsten Engelmann, Jan-Martin Bröer, Enrico Schnabel, Ulf Siemes, Michael Ruhe, Peter Thiede (Stm.)                           | 5:49,43    |
| 5     | CAN  | Scott Frandsen, Kevin Light, Ben Rutledge, Kyle Hamilton, Adam Kreek, Andrew Hoskins, Joseph Stankevicius, Jeff Powell, Brian Price (Stm.)                                      | 5:51,66    |
| 6     | FRA  | Bastien Ripoll, Bastien Gallet, Jean-Baptiste Macquet, Julien Peudecoeur, Donatien Mortelette, Anthony Perrot, Jean-David Bernard, Laurent Cadot, Christophe Lattaignant (Stm.) | 5:53,31    |
| 7     | ITA  | Sergio Canciani, Aldo Tramontano, Marco Penna, Pierpaolo Frattini, Valerio Pinton, Niccolò Mornati, Carlo Mornati, Luca Ghezzi, Gaetano Iannuzzi (Stm.)                         | 5:46,36 *  |
| 8     | POL  | Bogdan Zalewski, Piotr Buchalski, Rafał Hejmej, Dariusz Nowak, Mikołaj Burda, Wojciech Gutorski, Sebastian Kosiorek, Michał Stawowski, Daniel Trojanowski (Stm.)                | 5:50,68 *  |

Datum: 22. August 2004, 10:30 Uhr
* B-Finale

### Frauen

#### Einer
| Platz | Land | Athletin                     | Zeit (min) |
| ----- | ---- | ---------------------------- | ---------- |
| 1     | GER  | Katrin Rutschow-Stomporowski | 7:18,12    |
| 2     | BLR  | Kazjaryna Karsten            | 7:22,04    |
| 3     | BUL  | Rumjana Nejkowa              | 7:23,10    |
| 4     | CZE  | Mirka Knapková               | 7:25,14    |
| 5     | NZL  | Sonia Waddell                | 7:31,66    |
| 6     | ESP  | Nuria Domínguez              | 7:49,11    |
| 7     | RUS  | Irina Fedotowa               | 7:29,04 *  |
| 8     | SWE  | Frida Svensson               | 7:32,02 *  |

Datum: 21. August 2004, 8:30 Uhr
* B-Finale

#### Doppelzweier
| Platz | Land | Athletinnen                                     | Zeit (min) |
| ----- | ---- | ----------------------------------------------- | ---------- |
| 1     | NZL  | Georgina Evers-Swindell Caroline Evers-Swindell | 7:01,79    |
| 2     | GER  | Peggy Waleska Britta Oppelt                     | 7:02,78    |
| 3     | GBR  | Sarah Winckless Elise Laverick                  | 7:07,58    |
| 4     | BUL  | Anet-Jacqueline Buschmann Miglena Markowa       | 7:13,97    |
| 5     | ROU  | Camelia Mihalcea Simona Strimbeschi             | 7:17,58    |
| 6     | UKR  | Natalija Huba Switlana Masij                    | 7:21,78    |
| 7     | FRA  | Caroline Delas Gaëlle Buniet                    | 6:52,55 *  |
| 8     | ITA  | Elisabetta Sancassani Gabriella Bascelli        | 6:54,51 *  |

Datum: 21. August 2004, 9:50 Uhr
* B-Finale

#### Leichtgewichts-Doppelzweier
| Platz | Land | Athletinnen                          | Zeit (min) |
| ----- | ---- | ------------------------------------ | ---------- |
| 1     | ROU  | Constanța Burcică Angela Alupei      | 6:56,05    |
| 2     | GER  | Daniela Reimer Claudia Blasberg      | 6:57,33    |
| 3     | NED  | Kirsten van der Kolk Marit van Eupen | 6:58,54    |
| 4     | AUS  | Sally Newmarch Amber Halliday        | 6:59,91    |
| 5     | CHN  | Xu Dongxiang Li Qian                 | 7:02,05    |
| 6     | POL  | Magdalena Kemnitz Ilona Mokronowska  | 7:04,48    |
| 7     | USA  | Lisa Schlenker Stacey Borgman        | 7:23,40 *  |
| 8     | CAN  | Mara Jones Fiona Milne               | 7:26,07 *  |

Datum: 22. August 2004, 8:30 Uhr
* B-Finale

#### Zweier ohne Steuerfrau
| Platz | Land | Athletinnen                          | Zeit (min) |
| ----- | ---- | ------------------------------------ | ---------- |
| 1     | ROU  | Georgeta Damian Viorica Susanu       | 7:06,55    |
| 2     | GBR  | Katherine Grainger Catherine Bishop  | 7:08,66    |
| 3     | BLR  | Julija Bitschyk Natallja Helach      | 7:09,86    |
| 4     | CAN  | Darcy Marquardt Buffy-Lynne Williams | 7:13,33    |
| 5     | GER  | Maren Derlien Sandra Goldbach        | 7:20,20    |
| 6     | NZL  | Juliette Haigh Nicola Coles          | 7:23,52    |
| 7     | CHN  | Cong Huanling Feng Xueling           | 7:10,54 *  |
| 8     | BUL  | Milka Tantschewa Anna Tschuk         | 7:11,89 *  |

Datum: 21. August 2004, 9:10 Uhr
* B-Finale

#### Doppelvierer
| Platz | Land | Athletinnen                                                          | Zeit (min) |
| ----- | ---- | -------------------------------------------------------------------- | ---------- |
| 1     | GER  | Kathrin Boron Meike Evers Manuela Lutze Kerstin Kowalski             | 6:29,29    |
| 2     | GBR  | Alison Mowbray Debbie Flood Frances Houghton Rebecca Romero          | 6:31,26    |
| DSQ   | UKR  | Olena Morosowa Tetjana Kolesnikowa Olena Olefirenko Jana Dementjewa  | 6:34,31    |
| 3     | AUS  | Dana Faletic Rebecca Sattin Kerry Hore Amber Bradley                 | 6:34,73    |
| 4     | RUS  | Julija Lewina Larissa Merk Anna Sergejewa Oxana Dorodnowa            | 6:36,49    |
| 5     | USA  | Michelle Guerette Hilary Gehman Kelly Salchow Danika Holbrook-Harris | 6:39,67    |
| 6     | DEN  | Dorthe Pedersen Sarah Lauritzen Christina Rindom Majbrit Nielsen     | 6:50,13 *  |
| 7     | BLR  | Marija Brel Tatjana Narelik Wolha Berasnjowa Marija Worona           | 6:54,02 *  |

Datum: 22. August 2004, 9:30 Uhr
* B-Finale

Seit diese Ruderdisziplin bei Olympia im Programm ist, gewannen immer die deutschen Ruderfrauen.
Die Ukrainerin Olena Olefirenko wurde bei einer Dopingkontrolle positiv getestet, so dass dem Vierer die Bronzemedaille aberkannt wurde. Aufgrund der Tatsache, dass das Mittel durch die Mannschaftsärztin verschrieben wurde, erfolgte nur eine Disqualifikation des Vierers und kein Ausschluss.

#### Achter
| Platz | Land | Athletinnen | Zeit (min) |
| ----- | ---- | --- | ---------- |
| 1     | ROU  | Rodica Florea, Viorica Susanu, Aurica Bărăscu, Ioana Papuc, Liliana Gafencu, Elisabeta Lipă, Georgeta Damian, Doina Ignat, Elena Georgescu (Stf.)            | 6:17,70    |
| 2     | USA  | Katherine Johnson, Samantha Magee, Megan Dirkmaat, Alison Cox, Anna Mickelson, Laurel Korholz, Caryn Davies, Lianne Nelson, Mary Whipple (Stf.)              | 6:19,56    |
| 3     | NED  | Froukje Wegman, Marlies Smulders, Nienke Hommes, Hurnet Dekkers, Annemarieke van Rumpt, Annemiek de Haan, Sarah Siegelaar, Helen Tanger, Ester Workel (Stf.) | 6:19,85    |
| 4     | CHN  | Yu Fei, Luo Xiuhua, Cheng Ran, Yan Xiaoxia, Wu You, Yang Cuiping, Gao Yanhua, Jin Ziwei, Zheng Na (Stf.)                                                     | 6:21,71    |
| 5     | GER  | Elke Hipler, Britta Holthaus, Maja Tucholke, Anja Pyritz, Susanne Schmidt, Nicole Zimmermann, Silke Günther, Lenka Wech, Annina Ruppel (Stf.)                | 6:21,99    |
| 6     | AUS  | Sarah Outhwaite, Jodi Winter, Catriona Oliver, Monique Heinke, Julia Wilson, Sally Robbins, Victoria Roberts, Kyeema Doyle, Katie Foulkes (Stf.)             | 6:31,65    |

Datum: 22. August 2004, 10:10 Uhr